# Pfarrkirche Feldkirchen an der Donau

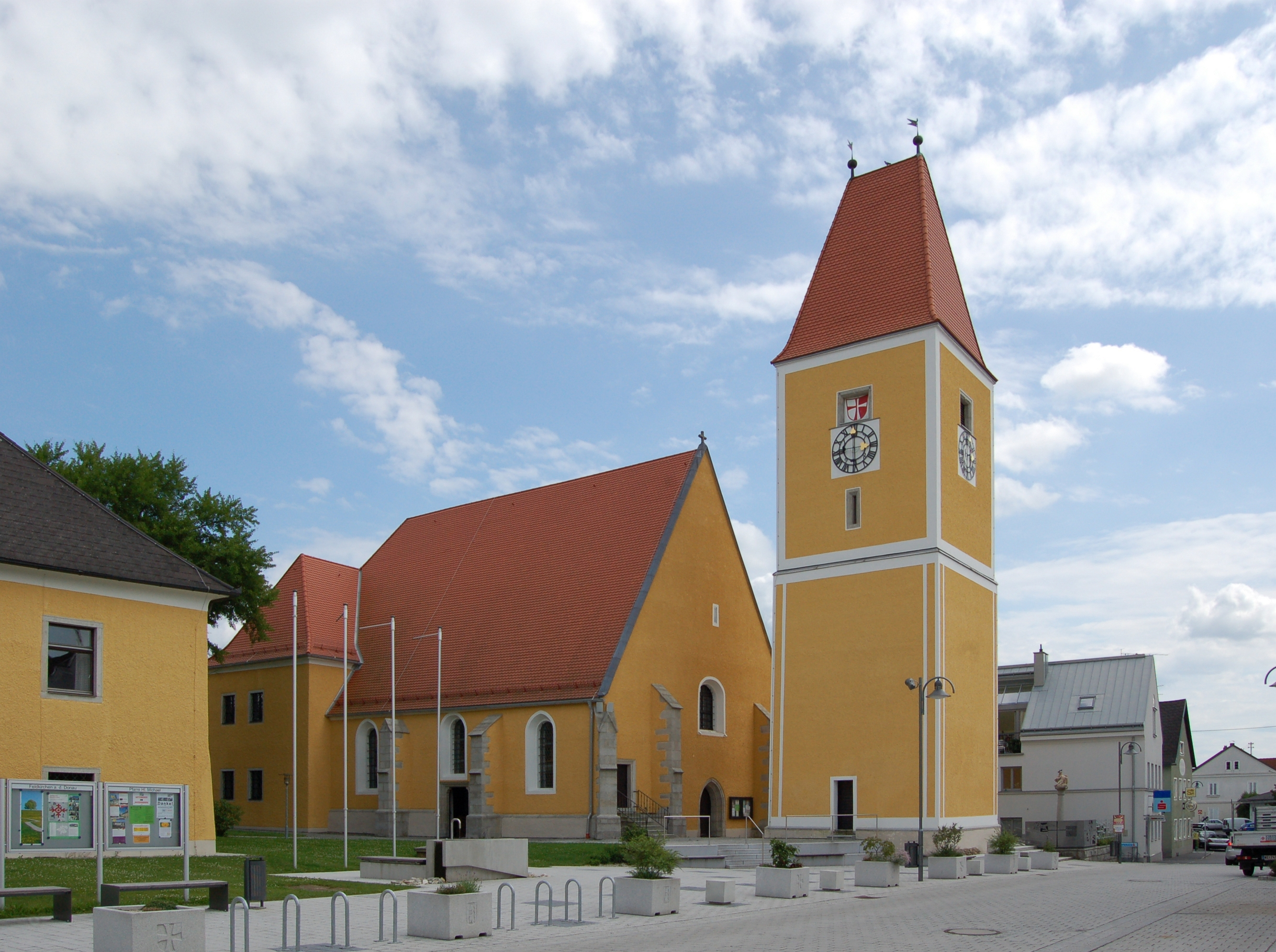
Pfarrkirche in Feldkirchen an der Donau

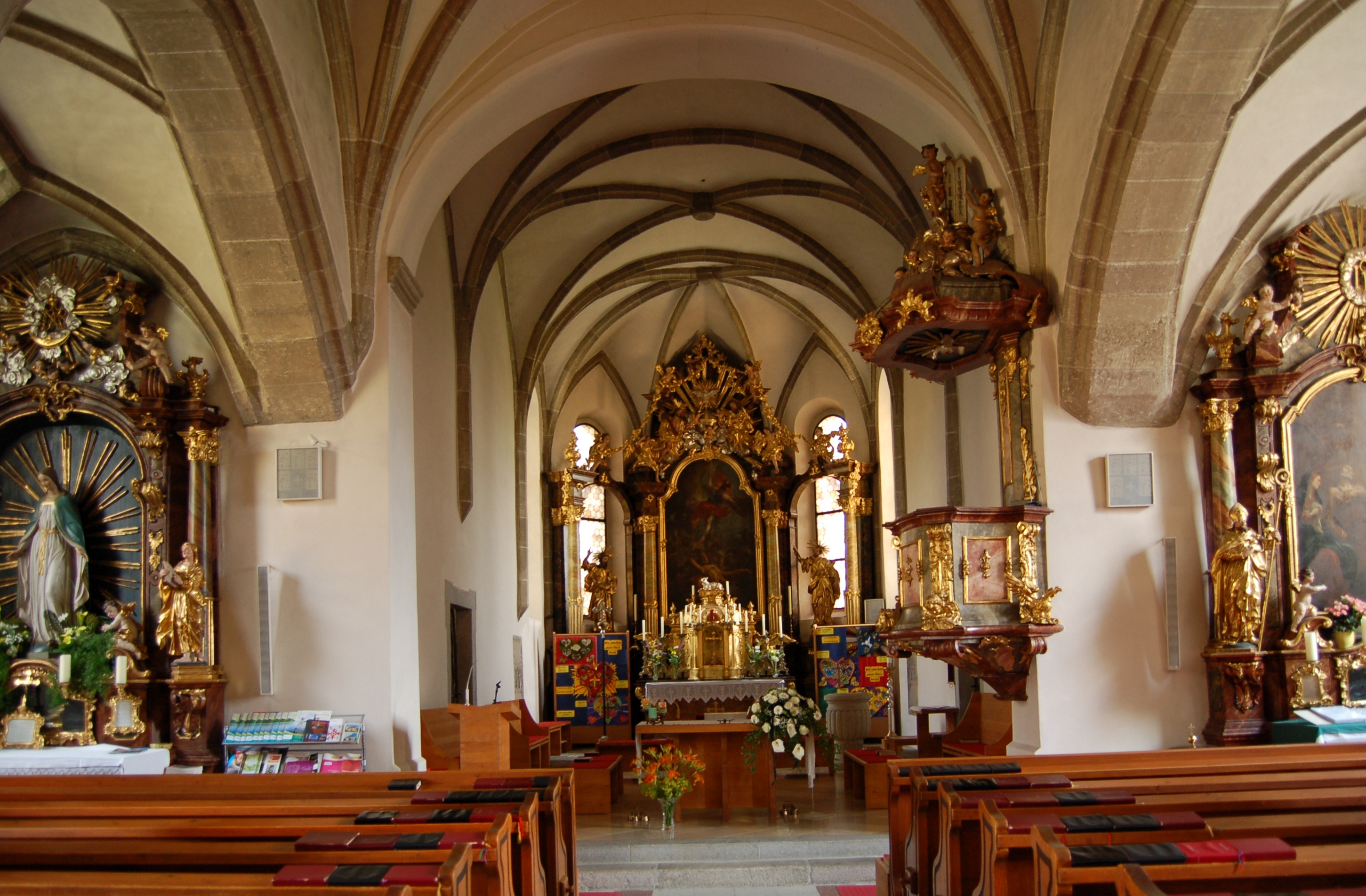
Innenansicht mit Hauptaltar

Die Pfarrkirche Feldkirchen an der Donau steht leicht erhöht im Zentrum des Ortes in der Marktgemeinde Feldkirchen an der Donau im Bezirk Urfahr-Umgebung in Oberösterreich. Die dem Erzengel Michael geweihte römisch-katholische Pfarrkirche – dem Stift Sankt Florian inkorporiert – gehört zum Dekanat Ottensheim in der Diözese Linz. Das Kirchengebäude steht unter Denkmalschutz (Listeneintrag).

## Geschichte
Die weite Pfarre, von der Donau bis St. Oswald bei Haslach reichend (ecclesia Veltchirchen), wurde 1143 urkundlich zu einem Pfarrtausch genannt, dabei ging die Pfarre an das Stift Sankt Florian, die Pfarre wurde bis 1653 mit Weltpriestern besetzt.
Der Chor wurde urkundlich 1322 genannt, das Gewölbe des Chores entstand um die Mitte des 15. Jahrhunderts, das Langhaus entstand im Ende des 15. Jahrhunderts und im ersten Viertel des 16. Jahrhunderts. In der zweiten Hälfte des 18. Jahrhunderts erfolgten spätbarocke Umgestaltungen, mit dem Bau der Nordkapelle und einer Wölbung und wohl Aufstockung der Sakristei und dem Anbau einer Kapelle am Chorhaupt im Osten. Restaurierungen waren innen 1950, 1972/1974 und 1997, außen 1977 und 1981.

## Architektur
Die Pfarrkirche ist ein bemerkenswerter gotischer Bau mit einem frühgotischen Wehrturm freistehend vor der Westseite.
Das spätgotische Langhaus ist eine breit gelagerte dreischiffige dreijochige Staffelhalle mit Netzrippengewölben. Der eingezogene zweijochige gotische Chor mit einem Fünfachtelschluss hat Kreuzrippengewölbe. In den Chorwinkeln stehen zweigeschoßige gleichartig gestaltete spätbarocke Anbauten, nördlich eine Kapelle, südlich die Sakristei. Der mächtige frei stehende Kirchturm und ehemalige Wehrturm steht in der Längsachse knapp vor der Westfront des Langhauses.
Langhaus und Chor zeigen außen Strebepfeiler und einen Sockel mit unterschiedliche profilierten Gesimsen. 
Das Langhausinnere ist mit weiten und spitzbogigen Arkaden auf oktogonalen Pfeilern zu den niedrigeren Seitenschiffen hin geöffnet.

## Ausstattung

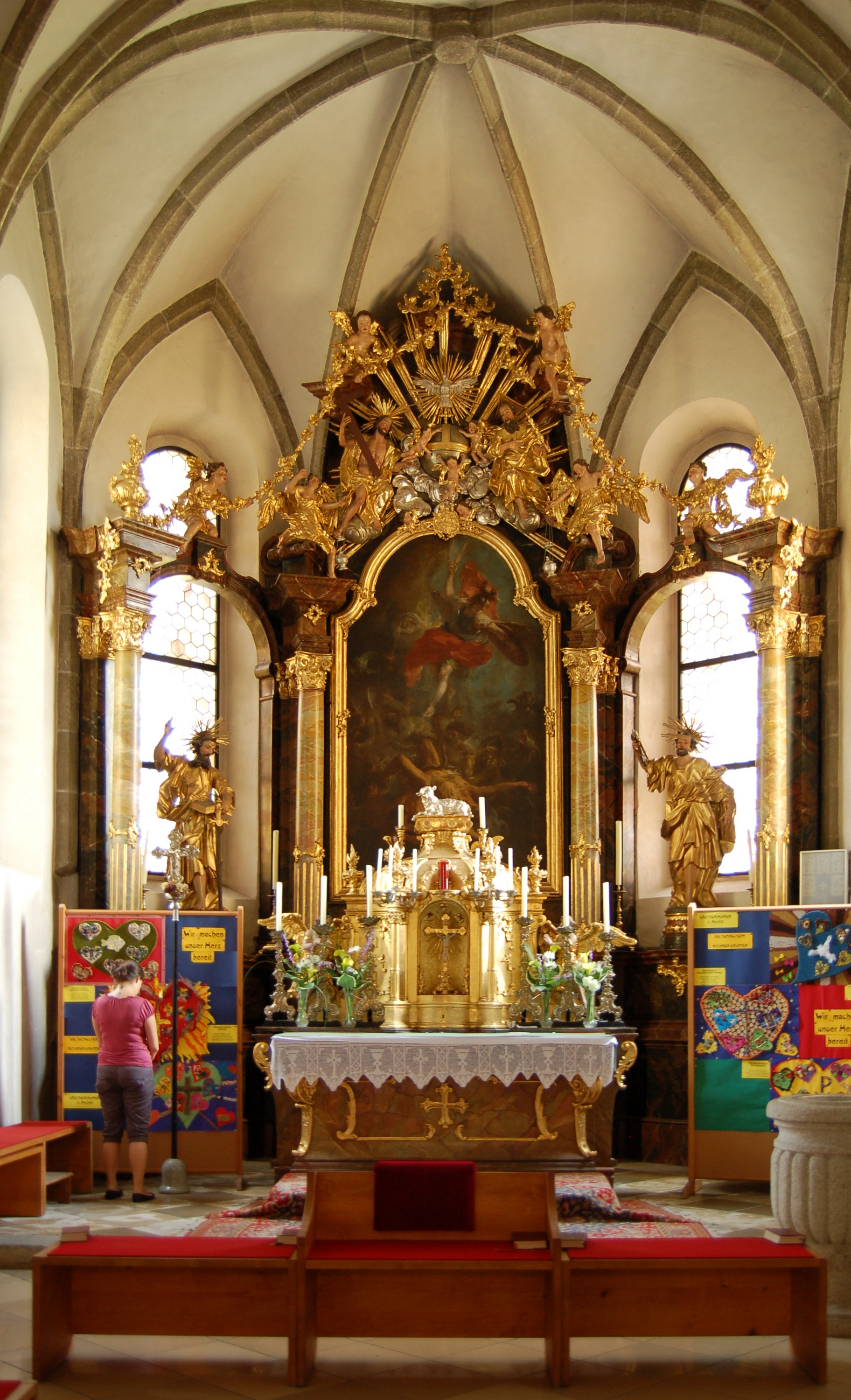
Hochaltar

Die einheitliche Rokoko-Ausstattung entstand um 1770/1780.
Am Hochaltar ist ein Säulenretabel mit Aufsatz mit seitlichen Arkaden vor den Fenstern des Chorpolygons. Das Hochaltarbild Engelsturz des Erzengel Michael ist von Martin Johann Schmidt (1772). In den Arkaden stehen die Figuren Peter und Paul und im Auszug die Figurengruppe Trinität. Der tempiettoartige Tabernakel von Säulen umstellt ist aus dem dritten Drittel des 18. Jahrhunderts.
Der rechte Seitenaltar ist dem heiligen Josef und der linke Seitenaltar der Muttergottes gewidmet.
Die Orgel baute Leopold Breinbauer (1912) in einem wegen des Westfensters geteilten, neogotischen Gehäuse mit einer pneumatischen Spiel- und Registertraktur mit zwei Manualen und zehn Registern.